# Começar de Novo (telenovela)
Começar de Novo é uma telenovela brasileira produzida e exibida pela TV Globo de 30 de agosto de 2004 a 15 de abril de 2005, em 196 capítulos. Substituiu Da Cor do Pecado e foi substituída por A Lua Me Disse, sendo a 67ª "novela das sete" exibida pela emissora.
Baseada na obra O Conde de Monte Cristo de Alexandre Dumas, foi escrita por Antônio Calmon e Elizabeth Jhin com a colaboração de Álvaro Ramos, Eliane Garcia, Lílian Garcia, Mauro Wilson, Márcia Prates, Leandra Pires e Maria Helena Nascimento. Contou com direção de Marcelo Travesso, Gustavo Fernandez, Edson Spinello e Paulo Silvestrini, direção geral de Luiz Henrique Rios e Carlos Araújo e núcleo de Marcos Paulo.
Contou com Marcos Paulo, Natália do Vale, Giselle Itié, Vladimir Brichta, Marília Pêra, Luis Gustavo, Cássia Linhares, Werner Schünemann, Carolina Ferraz e Eva Wilma nos papéis principais.

## Enredo
A história se inicia em 1974, na fictícia Ouro Negro, em São Paulo, onde a exploração de petróleo move a economia da cidade. Miguel (Victor Cugula / Thiago Rodrigues), um jovem brasileiro de origem russa, vive um amor proibido com a jovem Letícia (Sarah Maciel / Camila dos Anjos), uma vez que a poderosa empresária Lucrécia (Eva Wilma), grande exploradora do produto, era contra a filha de se envolver com o filho de um imigrante. Dispostos a viverem esse amor, os dois decidem fugir, porém Lucrécia descobre e, com a ajuda do empresário corrupto Ademar (Carlos Vereza), contrata um mercenário para matar o rapaz. Apesar de ser dado como morto, Miguel sobrevive ao atentado e é levado de volta para a Rússia por um amigo, onde vive por anos sem se lembrar de nada de seu passado, adotando o novo nome de Andrei Ivanovitch. Trinta anos depois, Letícia (Natália do Vale) se casou com Anselmo (Edward Boggis / Werner Schünemann), um homem apagado que vive as ordens de Lucrécia e sofre por saber que nunca foi amado pela esposa, tendo dois filhos, o rebelde Abel (Eduardo Pires) e o deprimido Pedro (Vladimir Brichta) – que apenas os dois sabem que, na verdade, é filho de Miguel. O rapaz, que é fragilizado pela infelicidade da família, namora a mergulhadora Maria (Cássia Linhares), mas descobre o amor mesmo com a atrapalhada Gigi (Carolina Ferraz). Enquanto isso, Miguel (Marcos Paulo) recupera parte da memória e retorna a Ouro Negro sob a identidade de Andrei Ivanovitch para se vingar daqueles que atentaram contra sua vida, embora não se lembre de quem era sua paixão do passado. Ao chegar na cidade, ele passa a se envolver com Júlia (Giselle Itié), moça misteriosa que esconde grandes segredos com o irmão Carlos (Erik Marmo).
A trama ainda apresenta outras histórias paralelas, como de Aída (Lília Cabral), que no passado foi impedida por Lucrécia de se relacionar com Olavinho (Antonio Calloni) por ser filha da empregada, obrigando o filho a se casar com a fútil Lúcia (Luíza Tomé). Após três décadas Aída se tornou viúva de um rico empresário, sendo agora dona do spa Esmeralda, mas ainda manteve seu relacionamento com Olavinho sem que ninguém soubesse, o grande amor de sua vida. Tudo muda quando ela descobre que o filho que acreditou ter morrido no parto foi na verdade vendido por Lucrécia para outra família para tentar acabar de vez com o vínculo do casal, tendo agora a missão de tentar se reaproximar de Mário (Bruno Pereira) e lhe contar a verdade de uma forma branda. Dandara (Sthefany Brito) é uma jovem que chega atrás de seu verdadeiro pai, Sid (Cássio Gabus Mendes), e atrai os encantos de Abel, de Mário e Murilo (Max Fercondini) – sobrinho do mau-caráter Ademar, que maltrata a jovem esposa Carmem (Paloma Duarte) e a mantém em cárcere privado. Já Branca (Manuela do Monte) é filha do segundo casamento do ex-marido de Lucrécia, ficando nas mãos da madrasta após a morte dele, sofrendo muitas humilhações. Enquanto isso Betinho (Kayky Brito) vive para o futebol e nem nota o interesse de Teca (Juliana Lohmann). Ainda há o divertido casal Pimenta (Antônio Pedro) e Joana (Solange Couto), que vivem com ciúme um do outro, e os hippies Janis (Marília Pêra) e Elvis (Luis Gustavo), que vivem no Sítio Woodstock como na década de 1970.

## Elenco
| Intérprete          | Personagem                                           |
| ------------------- | ---------------------------------------------------- |
| Marcos Paulo        | Miguel Arcanjo Karamazov / Andrei Ivanovitch         |
| Natália do Vale     | Letícia Borges Pessoa                                |
| Eva Wilma           | Lucrécia Borges                                      |
| Marília Pêra        | Janis / Marlene Emilinha da Silva Teles (Vó Doidona) |
| Luis Gustavo        | Elvis / Glauco Teles Oliveira (Vô Doidão)            |
| Vladimir Brichta    | Pedro Borges Karamazov                               |
| Carolina Ferraz     | Gisela Manhães (Gigi)                                |
| Giselle Itié        | Júlia Magnani                                        |
| Werner Schünemann   | Anselmo Pessoa                                       |
| Cássia Linhares     | Maria Rocha                                          |
| Fernanda Machado    | Sonya Karamazov                                      |
| Erik Marmo          | Carlos Magnani                                       |
| Lília Cabral        | Aída Meira                                           |
| Antonio Calloni     | Olavo Borges (Olavinho)                              |
| Luíza Tomé          | Lúcia Bilac Borges                                   |
| Antônio Abujamra    | Dmitri Nicolaievitch                                 |
| Bruno Pereira       | Mário Paes / Mário Meira Borges                      |
| Sthefany Brito      | Dandara Viegas Teles Oliveira                        |
| Max Fercondini      | Murilo Nóbrega                                       |
| Kayky Brito         | Roberto Castro Teles Oliveira (Betinho)              |
| Juliana Lohmann     | Teresa Bilac Borges (Teca)                           |
| Manuela do Monte    | Branca das Neves                                     |
| Eduardo Pires       | Abel Borges Pessoa                                   |
| Felipe Folgosi      | Henrique Almeida (Rico)                              |
| Roberta Gualda      | Linda Flor de Linhares Bilac                         |
| Cássio Gabus Mendes | Sidarta Gautama Teles Oliveira (Sid)                 |
| Carolyna Aguiar     | Isadora Castro Teles Oliveira                        |
| Solange Couto       | Joana Flores Pimenta                                 |
| Antônio Pedro       | Dr. Honório Pimenta                                  |
| Carlos Vereza       | Ademar Nóbrega                                       |
| Palomma Duarte      | Carmem Nóbrega                                       |
| Eduardo Galvão      | Arthur Monteiro                                      |
| Bel Kutner          | Marilyn Monteiro                                     |
| Isabel Fillardis    | Drª. Eurídice Olegário                               |
| Gustavo Mello       | Delegado Moacir Flores                               |
| Thalma de Freitas   | Elvira                                               |
| Guilherme Piva      | Dr. Márcio Estrela                                   |
| Betty Gofman        | Anita Estrela                                        |
| Rosane Gofman       | Rosário                                              |
| Odilon Wagner       | Péricles Paes                                        |
| Tony Tornado        | Xavier Flores                                        |
| Maurício Gonçalves  | Jairo Souza                                          |
| Nívea Helen         | Margarida Souza                                      |
| Carmo Dalla Vecchia | Tenório                                              |
| Maria Clara Mattos  | Simone                                               |
| Luma Costa          | Márcia Anita Estrela                                 |
| Gabriel Azevedo     | Tadeu                                                |
| Pedro Malta         | Pedro Castro Teles Oliveira (Pepê)                   |
| Rafael Ciani        | Francisco Bilac Borges (Kiko)                        |
| Marina Ruy Barbosa  | Aninha                                               |
| Guilherme Bernard   | Lucas Souza                                          |
| Ramon Francisco     | Dudu Souza                                           |

### Participações especiais
| Intérprete         | Personagem                 |
| ------------------ | -------------------------- |
| Thiago Rodrigues   | Miguel Arcanjo (jovem)     |
| Camila dos Anjos   | Letícia (jovem)            |
| Leona Cavalli      | Lucrécia Borges (jovem)    |
| Edward Boggis      | Anselmo (jovem)            |
| Wagner Santisteban | Olavinho (jovem)           |
| Sarah Maciel       | Leticia (criança)          |
| Victor Cugula      | Miguel Arcanjo (criança)   |
| Dalton Vigh        | Johnny Manhães             |
| Tarcísio Filho     | Estêvão Cidreira           |
| Lúcia Alves        | Ítala Magnani              |
| Fernanda Pontes    | Marcela                    |
| Bruno Garcia       | Tiago Dinis                |
| Deborah Evelyn     | Dora                       |
| Daniel Dantas      | Wagner                     |
| Virgínia Cavendish | Virgínia                   |
| Gláucio Gomes      | Delfino                    |
| Elaine Mickely     | Tânia Mimosa               |
| Emiliano Queiroz   | Ivan Mishkin               |
| Milton Gonçalves   | Lázaro                     |
| Lui Mendes         | Lázaro (jovem)             |
| Oswaldo Loureiro   | Albert                     |
| Paula Franco       | Anna Karamazov             |
| Celso Frateschi    | Mikail Karamazov           |
| Lauro Góes         | Romualdo Cidreira          |
| Cristina Pereira   | Lavínia Teodora            |
| Rogério Fróes      | Eurípedes                  |
| Pedro Aguinaga     | Alex                       |
| Milena Toscano     | Sofia                      |
| Suzana Faini       | Juíza                      |
| Deyse Braga        | Mônica                     |
| Marco Miranda      | Mateus                     |
| Érika Evantini     | Teresa                     |
| Bruna di Túllio    | Roseclair                  |
| Olívia Torres      | Marcinha                   |
| Jaime Leibovitch   | Leon                       |
| Kiko Mascarenhas   | Sandro                     |
| Mariah da Penha    | Neuza                      |
| William Vita       | Capanga de Lucrécia Borges |
| Rogério Barros     | Jorge                      |

## Produção

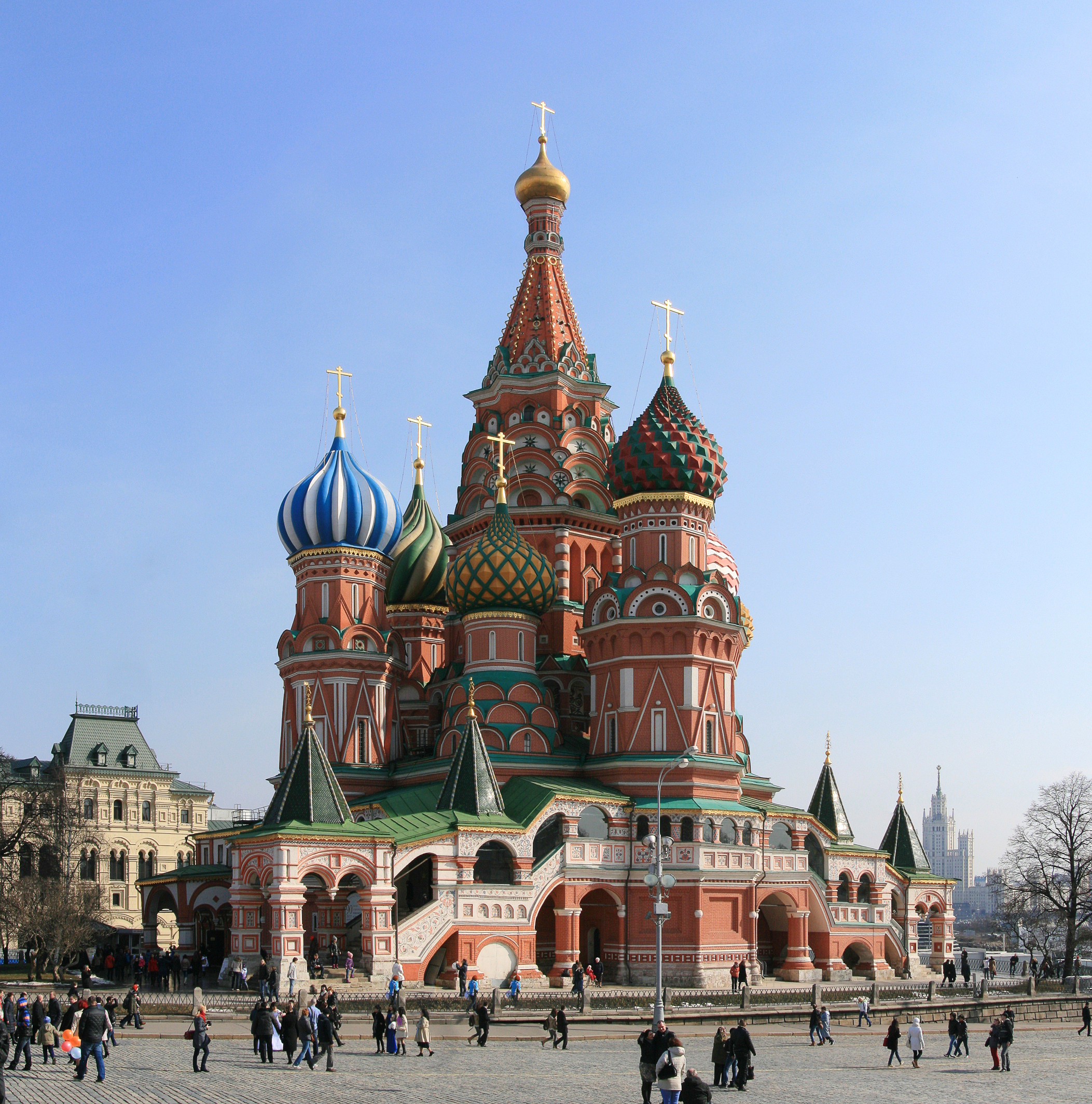
As primeiras cenas da telenovela foram gravadas em Moscou, na Rússia.

Originalmente a trama se chamaria Romance, porém a direção de teledramaturgia da emissora considerou-a simples e mudou para Começar de Novo mesmo a contragosto dos autores. Segundo o autor, a principal inspiração veio da obra O Conde de Monte Cristo de Alexandre Dumas, que narrava a história de um homem dado como morto, que volta para se vingar daqueles que o prejudicaram, tendo ainda referências de trabalhos dos russos Leon Tolstoi e Fiodor Dostoievski. Já a história da órfã maltratada pela madrasta, interpretada por Manuela do Monte foi inspirada no clássico Branca de Neve, sendo que a personagem foi batizada de Branca das Neves. Quissamã, no Rio de Janeiro, serviu de inspiração para a cidade cenográfica de Ouro Negro.
As primeiras gravações da novela foram realizadas em São Petersburgo e Moscou, na Rússia, para onde viajaram Marcos Paulo, Giselle Itié, Erik Marmo, Emiliano Queiroz e Antônio Abujamra para registrar as cenas do ao redor do personagem Andrei. A Petrobras investiu R$ 5 milhões para patrocinar a novela, garantindo que a temática envolvendo petróleo fosse tratada de forma positiva e valorizando o produto nacional, sendo que a trama ganhou postos com o logo da empresa e textos publicitários enaltecendo-a. A intenção inicial da Petrobras era investir R$ 20 milhões para ter publicidade garantida em todos os capítulos, porém a emissora avaliou que isso poderia soar institucional demais e desgastar tanto o público, quanto a marca. Vladimir Brichta contraiu hepatite durante a trama e teve que se ausentar durante um mês, sendo explicado na trama que o seu personagem, Pedro, fez uma viagem.
Antônio Calmon declarou que Começar de Novo foi sua pior novela até então e "uma das piores experiências" de sua vida, alegando que as cobranças por um melhor desempenho acarretaram crises de hipertensão. Além disso os afastamentos de Carlos Vereza, Vladimir Brichta e do diretor Carlos Araújo, segundo ele, prejudicaram o andamento da obra.

### Escolha do elenco
Mariana Ximenes foi convidada para interpretar Júlia, porém a atriz preferiu aceitar o convite para a novela das oito América, o papel acabou ficando com Giselle Itié. A trama repetiu os pares românticos de outras novelas, como Vladimir Brichta e Carolina Ferraz de Kubanacan, Max Fercondini e Sthefany Brito  de Agora É que São Elas e Kayky Brito e Juliana Lohmann, de O Beijo do Vampiro.

### Preparação
Marcos Paulo teve que emagrecer 15kg para adequar-se ao perfil do protagonista Miguel, uma vez que era seu retorno às novelas após dez anos se dedicando como diretor apenas. Cássia Linhares fez aulas de mergulho para compor a personagem Maria, que era uma mergulhadora que trabalhava em uma empresa de exploração de petróleo, além de ter morado uma semana em uma plataforma P-40 da Petrobras para acompanhar a rotina dos mergulhadores profissionais do local. Uma professora de russo foi contratada para ensinar o básico da língua para Marcos Paulo, Antonio Abujamra e Jaime Leibovitch para que eles gravassem as cenas na Rússia.

### Problemas com locações e temáticas
Originalmente os autores planejavam que o personagem principal fosse um imigrante do Oriente Médio, porém a ideia foi abortada após os Atentados de 11 de março, em Madri, na Espanha, realizados por terroristas muçulmanos, procurando evitar que um personagem do local gerasse uma recepção negativa para a novela. A Venezuela foi escolhida na sequência, devido a tradição na exploração do petróleo, porém o país vivia uma grave social e guerras civis e a ideia teve que ser evitada para não esbarrar em política internacional. A Rússia, enfim, acabou sendo escolhida, porém a trama enfrentou outro problema pela temática petrolífera, uma vez que na época a YUKOS, maior exploradora de petróleo do país, foi condenada por sonegação de impostos em um dos maiores escândalos mundiais. Como a produção da novela estava sendo financiada em parte pelo Ministério de Turismo da Rússia, o autor preferiu excluir a explicação de que o protagonista havia enriquecido com petróleo, deixando sem esclarecimentos de onde vinha sua fortuna.

## Exibição
Começar de Novo foi vendida para 15 países, a grande maioria que foram parte da antiga União Soviética: Armênia, Azerbaijão, Bielorrússia, Geórgia, Cazaquistão, Quirguistão, Tajiquistão, Turcomenistão, Uzbequistão, Ucrânia e a própria Rússia, além de Portugal e Moçambique. Em 17 de novembro de 2004, a exibição da novela foi cancelada devido a transmissão do jogo Brasil x Equador, válido pelas Eliminatórias da Copa do Mundo de 2006.

### Outras Mídias
Nunca reprisada, foi disponibilizada na íntegra no Globoplay em 21 de outubro de 2024, como parte do Projeto Resgate.

## Trilha sonora

### Nacional
A primeira trilha sonora da telenovela foi lançada em 20 de setembro de 2004 pela Som Livre compilando canções nacionais. Marcos Paulo ilustrou a capa do álbum.
Lista de faixas
| N.º | Título                   | Música                       | Personagem tema                    | Duração |  |
| 1.  | "Feelings"               | Caetano Veloso               | Letícia e Miguel                   | 3:43    |  |
| 2.  | "Difícil pra Você"       | Luka                         | Moacir e Eurídice                  | 3:25    |  |
| 3.  | "Happy Hour à Beira Mar" | Wilson Simoninha             | SPA Esmeralda                      | 3:31    |  |
| 4.  | "Xamego"                 | Elba Ramalho                 | Lúcia                              | 3:16    |  |
| 5.  | "Volta"                  | Fábio Júnior                 | Letícia e Miguel                   | 3:42    |  |
| 6.  | "Você Não Vem"           | Pedro Sol                    | Betinho e Teca                     | 3:20    |  |
| 7.  | "Não Olhe Pra Trás"      | Capital Inicial              | Branca e Abel                      | 3:47    |  |
| 8.  | "Não Leve a Mal"         | Danni Carlos                 | Júlia                              | 3:45    |  |
| 9.  | "Eu Quero Sempre Mais"   | Ira! e Pitty                 | Pedro e Maria / Pedro e Gigi       | 3:45    |  |
| 10. | "O Ar Que Eu Respiro"    | Alex Guedes                  | Dandara e Mário / Dandara e Murilo | 3:20    |  |
| 11. | "Mantra"                 | Nando Reis                   | Janis e Elvis                      | 3:24    |  |
| 12. | "Não é Sério"            | Charlie Brown Jr. e Negra Li | Lucas e Teca                       | 3:15    |  |
| 13. | "Guerreiro, Guerreira"   | Negra Li e Helião            | Elvira                             | 3:31    |  |
| 14. | "A Fórmula do Amor"      | Penélope                     | Dandara e Abel / Dandara e Murilo  | 3:38    |  |
| 15. | "Marcianita"             | Leo Jaime                    | Aída e Olavinho                    | 3:27    |  |
| 16. | "Tomara"                 | Paula Morelenbaum            | Abertura                           | 3:31    |  |

### Internacional
A segunda trilha sonora da telenovela foi lançada em 11 de outubro de 2004 pela Som Livre compilando canções de artistas internacionais em espanhol e inglês. Vladimir Brichta ilustrou a capa do álbum.
Lista de faixas
| N.º | Título                      | Música               | Personagem tema  | Duração |  |
| 1.  | "Sere Nere"                 | Tiziano Ferro e Liah | Carmem           | 3:43    |  |
| 2.  | "Take My Breath Away"       | Jessica Simpson      | Letícia          | 3:25    |  |
| 3.  | "What Am I To You?"         | Norah Jones          | Miguel e Letícia | 3:31    |  |
| 4.  | "Entra En Mi Vida"          | Sin Bandera          | Aída e Olavinho  | 3:16    |  |
| 5.  | "The Reason"                | Hoobastank           | Anselmo          | 3:42    |  |
| 6.  | "Let's Get Retarded"        | Black Eyed Peas      | Mário            | 3:20    |  |
| 7.  | "Dip It Low"                | Christina Milian     | Betinho e Teca   | 3:47    |  |
| 8.  | "Flying"                    | Bryan Adams          | Branca           | 3:45    |  |
| 9.  | "Temptation"                | Diana Krall          | Gigi             | 3:45    |  |
| 10. | "Non Dirmi Niente"          | Ornella Vanoni       | Janis e Elvis    | 3:20    |  |
| 11. | "Guajira (I Love U 2 Much)" | Yerba Buena          | Júlia            | 3:24    |  |
| 12. | "Seven Nation Army"         | Arena                | Geral            | 3:15    |  |
| 13. | "You Don't Know My Name"    | Alicia Keys          | Sonya e Carlos   | 3:31    |  |
| 14. | "Never Leave You"           | EZ3                  | Geral            | 3:38    |  |
| 15. | "Gia"                       | Despina Vandi        | Rico e Linda     | 3:27    |  |
| 16. | "Satellite Of Love"         | Lou Reed             | Márcio e Anita   | 3:31    |  |

Outras canções que não foram incluídas na trilha sonora
- "Sonífera Ilha" - Karla Sabah
- "Núcleo Base" - Ira! (Tema de Dandara e Murilo)

## Audiência
Começar de Novo estreou com 41 pontos e 59% de participação dos televisores ligados, representando uma queda de cinco pontos em relação ao primeiro capitulo da antecessora, Da Cor do Pecado. Aos poucos os índices foram caindo, ficando entre 25 e 30 pontos, muito abaixo do esperado pela direção, se tornando a telenovela menos assistida da emissora, atrás da "novela das seis" Cabocla e da décima primeira temporada de Malhação, que se mantinham entre 35 e 40 pontos. Boa parte da queda na audiência deu-se pela concorrência de A Escrava Isaura, na RecordTV, que reativava a teledramaturgia da emissora com um grande investimento, e chegava a marcar entre 12 e 16 pontos – ainda atrás de Começar de Novo, embora na época dois dígitos fora da TV Globo foram raros e a trama tinha aumentado os índices do horário, que antes eram de 5 pontos. Em 5 de fevereiro de 2005 sua audiência chegou a apenas 22 pontos. Seu último capítulo marcou 33 pontos, uma queda de 18 pontos em relação a antecessora, que saiu do ar com 51. Começar de Novo teve média geral de 31 pontos, a terceira menor da história das "novelas das sete" até então, atrás apenas de As Filhas da Mãe e "O Beijo do Vampiro". e uma das piores da década de 2000.